# Telmac 1800
Telmac 1800 — ранний микрокомпьютером, поставляемый в форме набора комплектующих. Представлен в 1977 году финской компанией Telercas — импортером RCA микрочипов. Большинство из 2000 изготовленных наборов были приобретены энтузиастами электроники из Финляндии, Швеции и Норвегии.
Позднее стала доступна плата расширения OSCOM, которая включала буквенно-цифровой видеодисплей и до 12 КБ памяти. Tiny BASIC 4 КБ может работать в этой конфигурации.
Первая в истории видеоигра, разработанная в Финляндии, Chesmac, была разработана Раймо Суонио (Raimo Suonio) на компьютере Telmac 1800 в 1979 году.

## Основные особенности
- RCA 1802 (COSMAC) микропроцессор CPU
- Компакт-кассетный интерфейс
- 2 КБ RAM, расширяемая до 4 КБ
- Разрешение экрана 64×32 пикселей
- Способен запустить интерпретатор CHIP-8